# Campionato mondiale femminile di pallacanestro 2010
La XVI edizione del Campionato Mondiale Femminile di Pallacanestro FIBA 2010 è stata disputata in Repubblica Ceca dal 23 settembre al 3 ottobre 2010. Il torneo ha visto tornare alla vittoria la nazionale degli Stati Uniti, al loro 8º titolo, dopo che quattro anni prima avevano visto interrompersi la loro striscia record di vittorie. I padroni di casa della Repubblica Ceca sono stati la sorpresa del mondiale, battendo l'Australia nei quarti di finale ed arrivando fino alla finale. Al terzo posto, per la prima volta sul podio, si è classificata la Spagna. Grazie alla vittoria gli Stati Uniti si sono automaticamente qualificati al torneo di Pallacanestro ai Giochi della XXX Olimpiade di Londra 2012.

## Sedi delle partite
Il torneo si è svolto in tre città, il turno preliminare e gli ottavi di finale sono stati giocati a Brno e Ostrava, mentre le fasi finali si sono tenute a Karlovy Vary.
| Città        | Arena        | Capacità |
| ------------ | ------------ | -------- |
| Brno         | Arena Vodova | 5 000    |
| Karlovy Vary | KV Arena     | 6 000    |
| Ostrava      | ČEZ Aréna    | 10 000   |

## Nazionali qualificate
FIBA Africa (2)
- Senegal
- Mali

FIBA Asia (3)
- Cina
- Giappone
- Corea del Sud

FIBA Americhe (3+1)
- Argentina
- Brasile
- Canada
- Stati Uniti (Campione Olimpico)

FIBA Oceania (1)
- Australia (Campione del Mondo)

FIBA Europa (5+1)
- Francia
- Russia
- Spagna
- Bielorussia
- Grecia
- Rep. Ceca (Nazione ospitante)

Le squadre sono divise in 4 gironi di quattro squadre ciascuna con il sorteggio effettuato a Karlovy Vary, il 24 novembre 2009.
| Gruppo A - Canada - Bielorussia - Cina - Australia | Gruppo B - Senegal - Grecia - Stati Uniti - Francia | Gruppo C - Mali - Corea del Sud - Brasile - Spagna | Gruppo D - Giappone - Rep. Ceca - Argentina - Russia |

Le prime tre di ogni girone andranno a comporre la fase degli ottavi di finale, in cui si formeranno due gruppi, E ed F da 6 squadre ciascuno. Al termine di questa seconda fase le prime 4 di ciascuno dei due gruppi si incrocieranno con formula ad eliminazione diretta a partire dai quarti di finale.

## Gironi di qualificazione
Le prime tre dei quattro gruppi passano ai due gironi degli ottavi di finale, le ultime di ogni girone disputano le gare per i posti dal tredicesimo al sedicesimo. Tutti gli orari riportati sono orari locali UTC+2.

### Gruppo A
| Squadra       | Pt | V | P | PF  | PS  | Dif |
| ------------- | -- | - | - | --- | --- | --- |
| 1 Australia   | 6  | 3 | 0 | 246 | 174 | +72 |
| 2 Bielorussia | 5  | 2 | 1 | 188 | 189 | -1  |
| 3 Canada      | 4  | 1 | 2 | 161 | 194 | -33 |
| 4 Cina        | 3  | 0 | 3 | 186 | 224 | -38 |

| 23 settembre 2010 |             |         |         |           |         |
| Bielorussia       | Cina        | 68 - 57 | Ostrava | ore 13.00 | referto |
| Canada            | Australia   | 47 - 72 | Ostrava | ore 15.15 | referto |
| 24 settembre 2010 |             |         |         |           |         |
| Cina              | Canada      | 61 - 65 | Ostrava | ore 13.00 |         |
| Australia         | Bielorussia | 83 - 59 | Ostrava | ore 15.15 |         |
| 25 settembre 2010 |             |         |         |           |         |
| Cina              | Australia   | 68 - 91 | Ostrava | ore 13.00 |         |
| Canada            | Bielorussia | 49 - 61 | Ostrava | ore 18.00 |         |

### Gruppo B
| Squadra       | Pt | V | P | PF  | PS  | Dif  |
| ------------- | -- | - | - | --- | --- | ---- |
| 1 Stati Uniti | 6  | 3 | 0 | 288 | 185 | +103 |
| 2 Francia     | 5  | 2 | 1 | 212 | 181 | +31  |
| 3 Grecia      | 4  | 1 | 2 | 211 | 236 | -25  |
| 4 Senegal     | 3  | 0 | 3 | 165 | 274 | -109 |

| 23 settembre 2010 |             |          |         |           |         |
| Grecia            | Stati Uniti | 73 - 99  | Ostrava | ore 18.00 | referto |
| Senegal           | Francia     | 45 - 83  | Ostrava | ore 20.15 | referto |
| 24 settembre 2010 |             |          |         |           |         |
| Stati Uniti       | Senegal     | 108 - 52 | Ostrava | ore 18.00 |         |
| Francia           | Grecia      | 69 - 55  | Ostrava | ore 20.15 |         |
| 25 settembre 2010 |             |          |         |           |         |
| Stati Uniti       | Francia     | 81 - 60  | Ostrava | ore 15.15 |         |
| Senegal           | Grecia      | 68 - 83  | Ostrava | ore 20.15 |         |

### Gruppo C
| Squadra         | Pt | V | P | PF  | PS  | Dif |
| --------------- | -- | - | - | --- | --- | --- |
| 1 Spagna        | 6  | 3 | 0 | 233 | 162 | +71 |
| 2 Corea del Sud | 5  | 2 | 1 | 198 | 210 | -12 |
| 3 Brasile       | 4  | 1 | 2 | 197 | 203 | -6  |
| 4 Mali          | 3  | 0 | 3 | 175 | 228 | -53 |

| 23 settembre 2010 |               |         |      |           |         |
| Corea del Sud     | Brasile       | 61 - 60 | Brno | ore 15.15 | referto |
| Mali              | Spagna        | 36 - 80 | Brno | ore 20.15 | referto |
| 24 settembre 2010 |               |         |      |           |         |
| Spagna            | Corea del Sud | 84 - 69 | Brno | ore 15.15 |         |
| Brasile           | Mali          | 80 - 73 | Brno | ore 20.15 |         |
| 25 settembre 2010 |               |         |      |           |         |
| Mali              | Corea del Sud | 66 - 68 | Brno | ore 15.15 |         |
| Brasile           | Spagna        | 57 - 69 | Brno | ore 18.00 |         |

### Gruppo D
| Squadra     | Pt | V | P | PF  | PS  | Dif |
| ----------- | -- | - | - | --- | --- | --- |
| 1 Russia    | 6  | 3 | 0 | 218 | 174 | +44 |
| 2 Rep. Ceca | 5  | 2 | 1 | 185 | 168 | +17 |
| 3 Giappone  | 4  | 1 | 2 | 182 | 210 | -28 |
| 4 Argentina | 3  | 0 | 3 | 170 | 203 | -33 |

| 23 settembre 2010 |           |         |      |           |         |
| Giappone          | Russia    | 63 - 86 | Brno | ore 13.00 | referto |
| Rep. Ceca         | Argentina | 67 - 53 | Brno | ore 18.00 | referto |
| 24 settembre 2010 |           |         |      |           |         |
| Argentina         | Giappone  | 58 - 59 | Brno | ore 13.00 |         |
| Russia            | Rep. Ceca | 55 - 52 | Brno | ore 18.00 |         |
| 25 settembre 2010 |           |         |      |           |         |
| Argentina         | Russia    | 59 - 77 | Brno | ore 13.00 |         |
| Giappone          | Rep. Ceca | 60 - 66 | Brno | ore 20.15 |         |

## Gironi di accesso ai quarti di finale
Le prime quattro dei due gruppi passano ai quarti di finale, le ultime due di ogni girone disputano le gare per i posti dal nono al dodicesimo. Le squadre si portano dietro i punti totalizzati nella prima fase a gironi, e si scontrano solo contro le squadre provenienti dall'altro girone.

### Gruppo E
| Squadra        | Pt | V | P | PF  | PS  | Dif  |
| -------------- | -- | - | - | --- | --- | ---- |
| B1 Stati Uniti | 12 | 6 | 0 | 565 | 367 | +198 |
| A1 Australia   | 11 | 5 | 1 | 476 | 363 | +113 |
| B2 Francia     | 10 | 4 | 2 | 371 | 338 | +33  |
| A2 Bielorussia | 9  | 3 | 3 | 371 | 424 | -53  |
| B3 Grecia      | 8  | 2 | 4 | 392 | 455 | -63  |
| A3 Canada      | 7  | 1 | 5 | 306 | 387 | -81  |

| 27 settembre 2010 |             |          |         |           |                                                           |
| Australia         | Grecia      | 93 - 54  | Ostrava | ore 15.30 | referto                                                   |
| Francia           | Bielorussia | 58 - 48  | Ostrava | ore 18.00 | referto                                                   |
| Stati Uniti       | Canada      | 87 - 46  | Ostrava | ore 20.15 | referto                                                   |
| 28 settembre 2010 |             |          |         |           |                                                           |
| Grecia            | Canada      | 57 - 52  | Ostrava | ore 15.30 | referto                                                   |
| Australia         | Francia     | 62 - 52  | Ostrava | ore 18.00 | referto                                                   |
| Stati Uniti       | Bielorussia | 107 - 61 | Ostrava | ore 20.15 | referto                                                   |
| 29 settembre 2010 |             |          |         |           |                                                           |
| Grecia            | Bielorussia | 70 - 74  | Ostrava | ore 15.30 | referto                                                   |
| Canada            | Francia     | 47 - 49  | Ostrava | ore 18.00 | referto Archiviato il 3 ottobre 2010 in Internet Archive. |
| Stati Uniti       | Australia   | 83 - 75  | Ostrava | ore 20.15 | referto                                                   |

### Gruppo F
| Squadra          | Pt | V | P | PF  | PS  | Dif  |
| ---------------- | -- | - | - | --- | --- | ---- |
| D1 Russia        | 12 | 6 | 0 | 451 | 342 | +109 |
| C1 Spagna        | 11 | 5 | 1 | 463 | 354 | +109 |
| D2 Rep. Ceca     | 10 | 4 | 2 | 422 | 380 | +42  |
| C2 Corea del Sud | 9  | 3 | 3 | 376 | 451 | -75  |
| C3 Brasile       | 8  | 2 | 4 | 413 | 454 | -27  |
| D3 Giappone      | 7  | 1 | 5 | 396 | 454 | -58  |

| 27 settembre 2010 |               |         |      |           |         |
| Giappone          | Spagna        | 59 - 86 | Brno | ore 15.30 | referto |
| Rep. Ceca         | Corea del Sud | 96 - 65 | Brno | ore 18.00 | referto |
| Russia            | Brasile       | 76 - 53 | Brno | ore 20.15 | referto |
| 28 settembre 2010 |               |         |      |           |         |
| Brasile           | Giappone      | 93 - 91 | Brno | ore 15.30 | referto |
| Spagna            | Rep. Ceca     | 77 - 57 | Brno | ore 18.00 | referto |
| Corea del Sud     | Russia        | 48 - 81 | Brno | ore 20.15 | referto |
| 29 settembre 2010 |               |         |      |           |         |
| Giappone          | Corea del Sud | 64 - 65 | Brno | ore 15.30 | referto |
| Rep. Ceca         | Brasile       | 84 - 70 | Brno | ore 18.00 | referto |
| Russia            | Spagna        | 76 - 67 | Brno | ore 20.15 | referto |

## Fase di classificazione

### Dal 13º al 16º posto
|  | Torneo di qualificazione | Torneo di qualificazione | Torneo di qualificazione |           |      | Tredicesimo posto  | Tredicesimo posto  | Tredicesimo posto  |  |
|  |                          |                          |                          |           |      |                    |                    |                    |  |
|  | Cina                     | Cina                     | 71                       |           |      |                    |                    |                    |  |
|  | Cina                     | Cina                     | 71                       |           |      |                    |                    |                    |  |
|  | Senegal                  | Senegal                  | 69                       |           |      |                    |                    |                    |  |
|  | Senegal                  | Senegal                  | 69                       |           | Cina | Cina               | 86                 |                    |  |
|  |                          |                          |                          |           | Cina | Cina               | 86                 |                    |  |
|  |                          |                          | Argentina                | Argentina | 60   |                    |                    |                    |  |
|  | Mali                     | Mali                     | Argentina                | Argentina | 60   | 69                 |                    |                    |  |
|  | Mali                     | Mali                     |                          |           |      | 69                 |                    |                    |  |
|  | Argentina                | Argentina                | 74                       |           |      | Quindicesimo posto | Quindicesimo posto | Quindicesimo posto |  |
|  | Argentina                | Argentina                | 74                       |           |      |                    |                    |                    |  |
|  |                          |                          |                          |           |      |                    |                    |                    |  |
|  |                          |                          |                          |           |      | Senegal            | Senegal            | 67                 |  |
|  |                          |                          |                          |           |      | Senegal            | Senegal            | 67                 |  |
|  |                          |                          |                          |           |      | Mali               | Mali               | 69                 |  |

### Dal 9º al 12º posto
|  | Torneo di qualificazione | Torneo di qualificazione | Torneo di qualificazione |         |          | Nono posto       | Nono posto       | Nono posto       |  |
|  |                          |                          |                          |         |          |                  |                  |                  |  |
|  | Grecia                   | Grecia                   | 59                       |         |          |                  |                  |                  |  |
|  | Grecia                   | Grecia                   | 59                       |         |          |                  |                  |                  |  |
|  | Giappone                 | Giappone                 | 63                       |         |          |                  |                  |                  |  |
|  | Giappone                 | Giappone                 | 63                       |         | Giappone | Giappone         | 79               |                  |  |
|  |                          |                          |                          |         | Giappone | Giappone         | 79               |                  |  |
|  |                          |                          | Brasile                  | Brasile | 84       |                  |                  |                  |  |
|  | Brasile                  | Brasile                  | Brasile                  | Brasile | 84       | 64               |                  |                  |  |
|  | Brasile                  | Brasile                  |                          |         |          | 64               |                  |                  |  |
|  | Canada                   | Canada                   | 58                       |         |          | Undicesimo posto | Undicesimo posto | Undicesimo posto |  |
|  | Canada                   | Canada                   | 58                       |         |          |                  |                  |                  |  |
|  |                          |                          |                          |         |          |                  |                  |                  |  |
|  |                          |                          |                          |         |          | Grecia           | Grecia           | 71               |  |
|  |                          |                          |                          |         |          | Grecia           | Grecia           | 71               |  |
|  |                          |                          |                          |         |          | Canada           | Canada           | 55               |  |

## Fase Finale a eliminazione diretta
|  | Quarti di finale                       | Quarti di finale                      |                                       |             | Semifinali                | Semifinali                |  |  | Finale                                | Finale |
|  |                                        |                                       |                                       |             |                           |                           |  |  |                                       |        |
|  | 1º ottobre 2010 - 15:30 - Karlovy Vary |                                       |                                       |             |                           |                           |  |  |                                       |        |
|  |                                        |                                       |                                       |             |                           |                           |  |  |                                       |        |
|  | Stati Uniti                            | 106                                   |                                       |             |                           |                           |  |  |                                       |        |
|  | Stati Uniti                            | 106                                   | 2 ottobre 2010 - 20:45 - Karlovy Vary |             |                           |                           |  |  |                                       |        |
|  | Corea del Sud                          | 44                                    |                                       |             |                           |                           |  |  |                                       |        |
|  | Corea del Sud                          | 44                                    | Stati Uniti                           | 106         |                           |                           |  |  |                                       |        |
|  | 1º ottobre 2010 - 20:45 - Karlovy Vary |                                       | Stati Uniti                           | 106         |                           |                           |  |  |                                       |        |
|  |                                        | Spagna                                | 70                                    |             |                           |                           |  |  |                                       |        |
|  | Francia                                | Spagna                                | 70                                    | 71          |                           |                           |  |  |                                       |        |
|  | Francia                                |                                       | 3 ottobre 2010 - 20:00 - Karlovy Vary | 71          |                           |                           |  |  |                                       |        |
|  | Spagna                                 | 74                                    |                                       |             |                           |                           |  |  |                                       |        |
|  | Spagna                                 | 74                                    | Stati Uniti                           | 89          |                           |                           |  |  |                                       |        |
|  | 1º ottobre 2010 - 18:30 - Karlovy Vary |                                       | Stati Uniti                           | 89          |                           |                           |  |  |                                       |        |
|  |                                        | Rep. Ceca                             | 69                                    |             |                           |                           |  |  |                                       |        |
|  | Australia                              | Rep. Ceca                             | 69                                    | 68          |                           |                           |  |  |                                       |        |
|  | Australia                              | 2 ottobre 2010 - 18:30 - Karlovy Vary |                                       | 68          |                           |                           |  |  |                                       |        |
|  | Rep. Ceca                              | 79                                    |                                       |             |                           |                           |  |  |                                       |        |
|  | Rep. Ceca                              | 79                                    | Rep. Ceca                             | 81          | Finale per il terzo posto | Finale per il terzo posto |  |  |                                       |        |
|  | 1º ottobre 2010 - 13:15 - Karlovy Vary |                                       | Rep. Ceca                             | 81          | Finale per il terzo posto | Finale per il terzo posto |  |  |                                       |        |
|  |                                        | Bielorussia                           | 77                                    |             |                           |                           |  |  |                                       |        |
|  | Bielorussia                            | Bielorussia                           | 77                                    | 70          | Spagna                    | 77                        |  |  |                                       |        |
|  | Bielorussia                            |                                       |                                       | 70          | Spagna                    | 77                        |  |  |                                       |        |
|  | Russia                                 | 53                                    |                                       | Bielorussia | 68                        |                           |  |  |                                       |        |
|  | Russia                                 | 53                                    |                                       |             | 68                        |                           |  |  |                                       |        |
|  |                                        |                                       |                                       |             |                           |                           |  |  | 3 ottobre 2010 - 17:30 - Karlovy Vary |        |
|  |                                        |                                       |                                       |             |                           |                           |  |  |                                       |        |

### Dal 5º all'8º posto
|  | Torneo di qualificazione | Torneo di qualificazione | Torneo di qualificazione |           |         | Quinto posto  | Quinto posto  | Quinto posto  |  |
|  |                          |                          |                          |           |         |               |               |               |  |
|  | Corea del Sud            | Corea del Sud            | 46                       |           |         |               |               |               |  |
|  | Corea del Sud            | Corea del Sud            | 46                       |           |         |               |               |               |  |
|  | Francia                  | Francia                  | 61                       |           |         |               |               |               |  |
|  | Francia                  | Francia                  | 61                       |           | Francia | Francia       | 62            |               |  |
|  |                          |                          |                          |           | Francia | Francia       | 62            |               |  |
|  |                          |                          | Australia                | Australia | 74      |               |               |               |  |
|  | Australia                | Australia                | Australia                | Australia | 74      | 78            |               |               |  |
|  | Australia                | Australia                |                          |           |         | 78            |               |               |  |
|  | Russia                   | Russia                   | 73                       |           |         | Settimo posto | Settimo posto | Settimo posto |  |
|  | Russia                   | Russia                   | 73                       |           |         |               |               |               |  |
|  |                          |                          |                          |           |         |               |               |               |  |
|  |                          |                          |                          |           |         | Corea del Sud | Corea del Sud | 76            |  |
|  |                          |                          |                          |           |         | Corea del Sud | Corea del Sud | 76            |  |
|  |                          |                          |                          |           |         | Russia        | Russia        | 87            |  |

## Finale
| Arbitri: | Vicente Bultó Fernando Jorge Sampietro Elena Chernova |

|               |          |                        |
| McCoughtry 18 | Punti    | 14 Kulichová           |
| Bird 3        | Assist   | 5 Machová              |
| Fowles 7      | Rimbalzi | 5 Kulichová, Vítečková |

## Classifica finale
| Campione del Mondo | Campione del Mondo | Campione del Mondo |
| --- | ------------------ | --- |
| Stati Uniti4 Whalen, 5 Jones, 6 Bird, 7 Dupree, 8 McCoughtry, 9 Appel, 10 Catchings, 11 Cash, 12 Taurasi, 13 Fowles, 14 Moore, 15 Charles, All. Geno Auriemma |                    | |
| Argento | Rep. Ceca          | Rep. Ceca4 Veselá, 5 Večeřová, 6 Bortelová, 7 Šujanová, 8 Burgrová, 9 Machová, 10 Pavlíčková, 11 Elhotová, 12 Mokrošová, 13 Kulichová, 14 Pecková, 15 Vítečková, All. Lubor Blažek       |
| Bronzo | Spagna             | Spagna4 Nicholls, 5 Fernández, 6 Lyttle, 7 Lima, 8 Pascua, 9 Palau, 10 Aguilar, 11 Martínez, 12 Montañana, 13 Valdemoro, 14 Cruz, 15 Torrens, All. Jose Hernández                        |
| 4. | Bielorussia        | Bielorussia4 Val'ko, 5 Tarasava, 6 Lichtarovič, 7 Durėjka, 8 Hasper, 9 Anufryenka, 10 Verameenka, 11 Leŭčanka, 12 Marčanka, 13 Troina, 14 Trafimava, 15 Krės, All. Anatol' Bujal'ski     |
| 5. | Australia          | Australia4 O'Hea, 5 Bevilaqua, 6 Bishop, 7 Taylor, 8 Richards, 9 Grima, 10 Harrower, 11 Tolo, 12 Snell, 13 Phillips, 14 Cambage, 15 Jackson, All. Carrie Graf                            |
| 6. | Francia            | Francia4 Lardy, 5 Miyem, 6 Lepron, 7 Amant, 8 Beikes, 9 Dumerc, 10 Digbeu, 11 Gomis, 12 Laborde, 13 Godin, 14 Ndongue, 15 Jannault, All. Pierre Vincent                                  |
| 7. | Russia             | Russia4 Artešina, 5 Žedik, 6 Daniločkina, 7 Kuzina, 8 Hammon, 9 Vieru, 10 Korstin, 11 Stepanova, 12 Osipova, 13 Sokolovskaja, 14 Abrosimova, 15 Vidmer, All. Boris Sokolovskij           |
| 8. | Corea del Sud      | Corea del Sud4 Kim B., 5 Kim J., 6 Jeong Seon-hwa, 7 Lee M., 8 Im Y., 9 Jeong Seon-min, 10 Byeon, 11 Park, 12 Kang, 13 Kim D., 14 Kim G., 15 Sin, All. Im Dal-sik                        |
| 9. | Brasile            | Brasile4 Adrianinha, 5 Helen, 6 Karen, 7 Franciele, 8 Iziane, 9 Damiris, 10 Silvinha, 11 Fernanda, 12 Palmira, 13 Alessandra, 14 Érika, 15 Kelly, All. Carlos Colinas                    |
| 10. | Giappone           | Giappone4 Nagi, 5 Takada, 7 Mitani, 8 \|Suzuki, 9 Suwa, 10 Fujiyoshi, 11 Sakurada, 12 Yoshida, 13 Ōga, 14 Takahashi, 15 Ishikawa, All. Fumikazu Nakagawa                                 |
| 11. | Grecia             | Grecia4 Kalentzou, 5 Spanou, 6 Dīmītrakou, 7 Chatzīnikolaou, 8 Kaltsidou, 9 Maltsī, 10 Papamichaīl, 11 Lymoura, 12 Sōtīriou, 13 Stauridou, 14 Soulis, 15 Mītropoulou, All. Kōstas Missas |
| 12. | Canada             | Canada4 Phillips, 5 Gabriele, 6 Chapdelaine, 7 Pilypaitis, 8 Smith, 9 Bekkering, 10 A. Tatham, 11 Achonwa, 12 Murphy, 13 T. Tatham, 14 Aubry, 15 Adams, All. Allison McNeill             |
| 13. | Cina               | Cina4 Yang, 5 Zhang H., 6 Chen Xiaojia, 7 Song, 8 Miao, 9 Guan, 10 Zhang F., 11 Ma, 12 Chen Xiaoli, 13 Huang, 14 Liu, 15 Chen N., All. Sun Fengwu                                        |
| 14. | Argentina          | Argentina4 González, 5 Burani, 6 Reggiardo, 7 Chesta, 8 Mendoza, 9 Cava, 10 Gatti, 11 Paoletta, 12 Pavón, 13 Cejas, 14 Sánchez, 15 Fernández, All. Eduardo Pinto                         |
| 15. | Mali               | Mali4 Touré, 5 A. Maïga, 6 Traoré, 7 Bagayoko, 8 Gandega, 9 H. Maïga, 10 Coulibaly, 11 Diawara, 12 Dabo, 13 Tirera, 14 Diakité, 15 Sissoko, All. Hervé Coudray                           |
| 16. | Senegal            | Senegal4 Diamé, 5 Aya Traoré, 6 Guèye, 7 Dieng, 8 D. Diouf, 9 Diatta, 10 As. Traoré, 11 Sarr, 12 Sy, 13 Senghor, 14 Diop, 15 B. Diouf, All. Moustapha Gaye                               |

## Riconoscimenti Giocatrici

### MVP del Mondiale
- Hana Machová -  Rep. Ceca.

## Statistiche
Dati aggiornati al 4 ottobre 2010, fine della manifestazione.

### Generali
- Totale partite disputate:
- Totale punti segnati:
- Totale assist effettuati:

### Individuali
- Miglior realizzatrice: Yūko Ōga (  Giappone ) - 19,1 punti/partita
- Migliore rimbalzista: Érika (  Brasile ) - 12 rimbalzi/partita
- Miglior donna assist: Asami Yoshida (  Giappone ) - 4,6 assist/partita